# إدغارتاون (ماساتشوستس)
إدغارتاون (بالإنجليزية: Edgartown, Massachusetts) هي بلدة أمريكية تقع في الولايات المتحدة في مقاطعة دوكس (ماساتشوستس). يقدر عدد سكانها بـ 4,067 نسمة ومساحتها 317.9 كم2 وترتفع عن سطح البحر 5 متر.

## المناخ
يظهر الجدول التالي التغييرات المناخية على مدار السنة لإدغارتاون:
| البيانات المناخية لـإدغارتاون     | البيانات المناخية لـإدغارتاون | البيانات المناخية لـإدغارتاون | البيانات المناخية لـإدغارتاون | البيانات المناخية لـإدغارتاون | البيانات المناخية لـإدغارتاون | البيانات المناخية لـإدغارتاون | البيانات المناخية لـإدغارتاون | البيانات المناخية لـإدغارتاون | البيانات المناخية لـإدغارتاون | البيانات المناخية لـإدغارتاون | البيانات المناخية لـإدغارتاون | البيانات المناخية لـإدغارتاون | البيانات المناخية لـإدغارتاون |
| الشهر                             | يناير                         | فبراير                        | مارس                          | أبريل                         | مايو                          | يونيو                         | يوليو                         | أغسطس                         | سبتمبر                        | أكتوبر                        | نوفمبر                        | ديسمبر                        | المعدل السنوي                 |
| --------------------------------- | ----------------------------- | ----------------------------- | ----------------------------- | ----------------------------- | ----------------------------- | ----------------------------- | ----------------------------- | ----------------------------- | ----------------------------- | ----------------------------- | ----------------------------- | ----------------------------- | ----------------------------- |
| الدرجة القصوى °ف (°م)             | 65 (18)                       | 64 (18)                       | 79 (26)                       | 90 (32)                       | 91 (33)                       | 95 (35)                       | 95 (35)                       | 99 (37)                       | 92 (33)                       | 88 (31)                       | 74 (23)                       | 67 (19)                       | 99 (37)                       |
| متوسط درجة الحرارة الكبرى °ف (°م) | 38.9 (3.8)                    | 39.6 (4.2)                    | 45.6 (7.6)                    | 54.3 (12.4)                   | 63.7 (17.6)                   | 72.7 (22.6)                   | 78.8 (26.0)                   | 78.3 (25.7)                   | 72.4 (22.4)                   | 63.2 (17.3)                   | 53.6 (12.0)                   | 43.5 (6.4)                    | 58.7 (14.8)                   |
| متوسط درجة الحرارة الصغرى °ف (°م) | 22.5 (−5.3)                   | 23 (−5)                       | 29.5 (−1.4)                   | 37.6 (3.1)                    | 46.5 (8.1)                    | 55.7 (13.2)                   | 61.9 (16.6)                   | 61.4 (16.3)                   | 55.3 (12.9)                   | 45.5 (7.5)                    | 37.4 (3.0)                    | 27.2 (−2.7)                   | 42 (6)                        |
| أدنى درجة حرارة °ف (°م)           | −6 (−21)                      | −9 (−23)                      | −7 (−22)                      | 12 (−11)                      | 28 (−2)                       | 37 (3)                        | 45 (7)                        | 41 (5)                        | 32 (0)                        | 22 (−6)                       | 14 (−10)                      | −5 (−21)                      | −9 (−23)                      |
| الهطول إنش (مم)                   | 3.86 (98)                     | 3.53 (90)                     | 4.33 (110)                    | 4.2 (110)                     | 3.84 (98)                     | 3.19 (81)                     | 2.84 (72)                     | 4.12 (105)                    | 3.61 (92)                     | 3.84 (98)                     | 4.33 (110)                    | 4.32 (110)                    | 46.02 (1٬169)                 |
| متوسط تساقط الثلوج إنش (سم)       | 5.7 (14)                      | 8.3 (21)                      | 3.4 (8.6)                     | 0.2 (0.51)                    | 0 (0)                         | 0 (0)                         | 0 (0)                         | 0 (0)                         | 0 (0)                         | 0 (0)                         | 0.2 (0.51)                    | 3.6 (9.1)                     | 21.3 (54)                     |
| متوسط أيام هطول الأمطار           | 12                            | 10                            | 11                            | 12                            | 12                            | 10                            | 8                             | 9                             | 9                             | 10                            | 12                            | 12                            | 127                           |
| المصدر: WRCC                      |                               |                               |                               |                               |                               |                               |                               |                               |                               |                               |                               |                               |                               |

## أعلام
- ويتني بليك
- إدوارد دالتون ميرشنت
- روث غوردون
- باتريسيا نيل
- توماس ووكر